# 一式装甲运兵车
一式装甲运兵车 Ho-Ki（日語：一式装甲兵車 ホキ）是第二次世界大战期间日本帝國陸軍研發的履帶式装甲运兵车 。

## 簡歷
一式裝甲運兵車於1941年（皇紀2601年）由日野重工研製，與一式半履帶裝甲運兵車同樣制式化，它們以皇紀最後的數字命名為「一式」。 雖然早在 1941年就已制式化，但由於軍方將人員和預算集中在飛機和艦艇上，全面生產始於1944年（昭和 19 年）。批量生產的車輛被送往菲律賓，但其中一些在運輸過程中被美國潛艇擊沉。
由於海外領土和占領區的損失以及缺乏運輸工具，這輛車大部分被保留在內陸，部署到坦克第一師團進行大陸決戰。
1944年至1945年的生產總數為501輛坦克。
有一組履帶式貨車，其後基座已更改，可作為一式裝軌貨車運輸貨物。